# بنای شماره ۷ (بنای صید و خاویارسازی)
بنای شماره ۷ (بنای صید و خاویارسازی) مربوط به دوره قاجار است و در کیاشهر، بندر کیاشهر، خیابان امام واقع شده و این اثر در تاریخ ۷ اسفند ۱۳۸۶ با شمارهٔ ثبت ۲۱۵۵۸ به‌عنوان یکی از آثار ملی ایران به ثبت رسیده است.